# Жапура
Жапура́ (порт. Japurá, исп. Yapurá) — река в Колумбии (где называется Какета́, исп. Caquetá) и Бразилии; левый приток Амазонки. В русскоязычных энциклопедиях конца XIX — начала XX века иногда описывается как Япура, Хапура, Ияпура или Какета

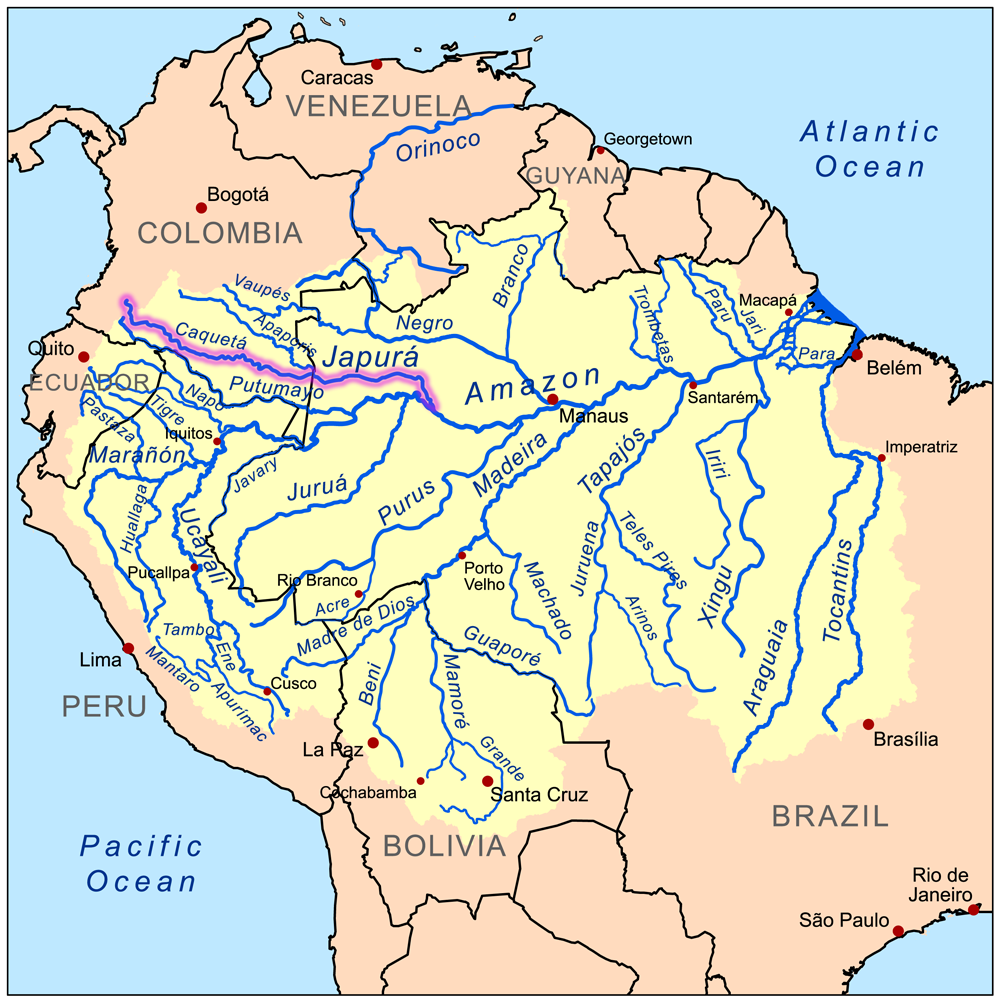
Жапура в бассейне Амазонки

Длина реки 1930 км, площадь бассейна 282 000 км². Начинается в южной части Центральной Кордильеры Колумбии. В Колумбии протекает по территории департаментов Каука, Путумайо, Какета и Амасонас, в Бразилии — по территории штата Амазонас
Верховье в Андах очень очень порожисто, в среднем и нижнем течении на Амазонской низменности Жапура становится широка и спокойна; в нижнем течении образует многочисленные рукава, протоки и старицы, за 600 км от устья соединяющиеся с Амазонкой на высоте 41 м над уровнем моря. Питание дождевое. С марта по июль происходит паводок, благодаря чему река широко разливается, образуя озёра.
Среднегодовой расход воды около 18 000 м³/с. Судоходна в основном в пределах Бразилии, в Колумбии — на отдельных участках.